# Casalnoceto
Casalnoceto är en ort och kommun i provinsen Alessandria i regionen Piemonte i Italien. Kommunen hade 978 invånare (2018).